# Кешрида, Уажди
Уажди Кешрида (араб. وجدي كشريدة‎; род. 5 ноября 1995, Ницца) — тунисский футболист, защитник греческого клуба «Атромитос» и сборной Туниса.

## Карьера

### Клубная карьера
Уроженец французского города Ницца; начал карьеру в Тунисе, где в течение пяти сезонов играл за «Этуаль дю Сахель», сыграв за эту команду 72 матча и забил один гол.
31 июля 2021 года перешёл в итальянскую «Салернитану», с которой он подписал двухлетний контракт. 22 августа в гостевом матче первого тура против «Болоньи» дебютировал за новую команду в Серии A, закончившийся победой хозяев со счётом 3:2.
29 августа 2022 года перешёл в греческий «Атромитос», с которым подписал двухлетний контракт.

### Карьера в сборной
Летом 2019 года в составе сборной Туниса играл на Кубке Африки, где дошёл с командой до полуфинала, заняв с командой итоговое четвёртое место.
Был включён в состав сборной на ЧМ-2022. На турнире сыграл во всех трёх матчах команды против Дании, Австралии и Франции, при этом в матче с французами он сыграл полный матч, получив жёлтую карточку.